# Cartelera Turia
La Cartelera Turia es una  revista valenciana que nace en 1964. Comienza como un proyecto cultural promovido por gente universitaria, un grupo de intelectuales que buscaban la forma de intervenir culturalmente en la sociedad valenciana y encontraron la original solución en un medio generalmente menospreciado como era una cartelera de espectáculos

## 50 Aniversario
En el año 2014 se celebra su 50 aniversario y donde, además de organizarse la gala más especial en su historia con motivo de la celebración, seguirán entregándose galardones como se ha llevado haciendo desde 1992, bautizados con el nombre de Premios Turia.